# José García Pérez
José Manuel García Pérez (ur. 3 grudnia 1921 w Lanús) – argentyński piłkarz grający podczas kariery na pozycji lewego obrońcy.

## Kariera klubowa
José García Pérez rozpoczął karierę w klubie Racing Club de Avellaneda w 1942. W latach 1947–1948 był zawodnikiem CA Tigre. W 1949 powrócił do Racingu, w którym występował do końca kariery w 1957. Z Racingiem trzykrotnie zdobył mistrzostwo Argentyny w 1949, 1950 i 1951. Ogółem w latach 1942-1957 rozegrał w lidze argentyńskiej 277 meczów.

## Kariera reprezentacyjna
W reprezentacji Argentyny García Pérez zadebiutował 13 maja 1951 w wygranym 1-0 towarzyskim meczu z Irlandią. W 1956 uczestniczył w Mistrzostwach Ameryki Południowej. Na turnieju w Urugwaju Argentyna zajęła drugie miejsce. Na turnieju wystąpił tylko w meczu z Brazylią, który był jego ostatnim meczem w reprezentacji. 
Ogółem w barwach albicelestes wystąpił w 6 meczach.
| Mecze i gole w reprezentacji | Mecze i gole w reprezentacji | Mecze i gole w reprezentacji | Mecze i gole w reprezentacji | Mecze i gole w reprezentacji | Mecze i gole w reprezentacji | Mecze i gole w reprezentacji |
| #                            | Data                         | Miasto                       | Przeciwnik                   | Gol                          | Wynik                        | Rozgrywki                    |
| ---------------------------- | ---------------------------- | ---------------------------- | ---------------------------- | ---------------------------- | ---------------------------- | ---------------------------- |
| 1.                           | 13.05.1951                   | Dublin                       | Irlandia                     |                              | 1:0                          | towarzyski                   |
| 2.                           | 07.12.1952                   | Madryt                       | Hiszpania                    |                              | 1:0                          | towarzyski                   |
| 3.                           | 14.12.1952                   | Lizbona                      | Portugalia                   |                              | 3:1                          | towarzyski                   |
| N1.                          | 14.05.1953                   | Buenos Aires                 | Anglia                       |                              | 3:1                          | towarzyski                   |
| 4.                           | 17.05.1953                   | Buenos Aires                 | Anglia                       |                              | 0:0                          | towarzyski                   |
| 5.                           | 05.07.1953                   | Buenos Aires                 | Hiszpania                    |                              | 1:0                          | towarzyski                   |
| 6.                           | 05.02.1956                   | Montevideo                   | Brazylia                     |                              | 0:1                          | Copa América                 |